# Virginia Raffaele
Virginia Raffaele es una actriz, comediante y actriz de voz italiana. Condujo el Festival de la Canción de San Remo 2017 y 2019.

## Filmografía

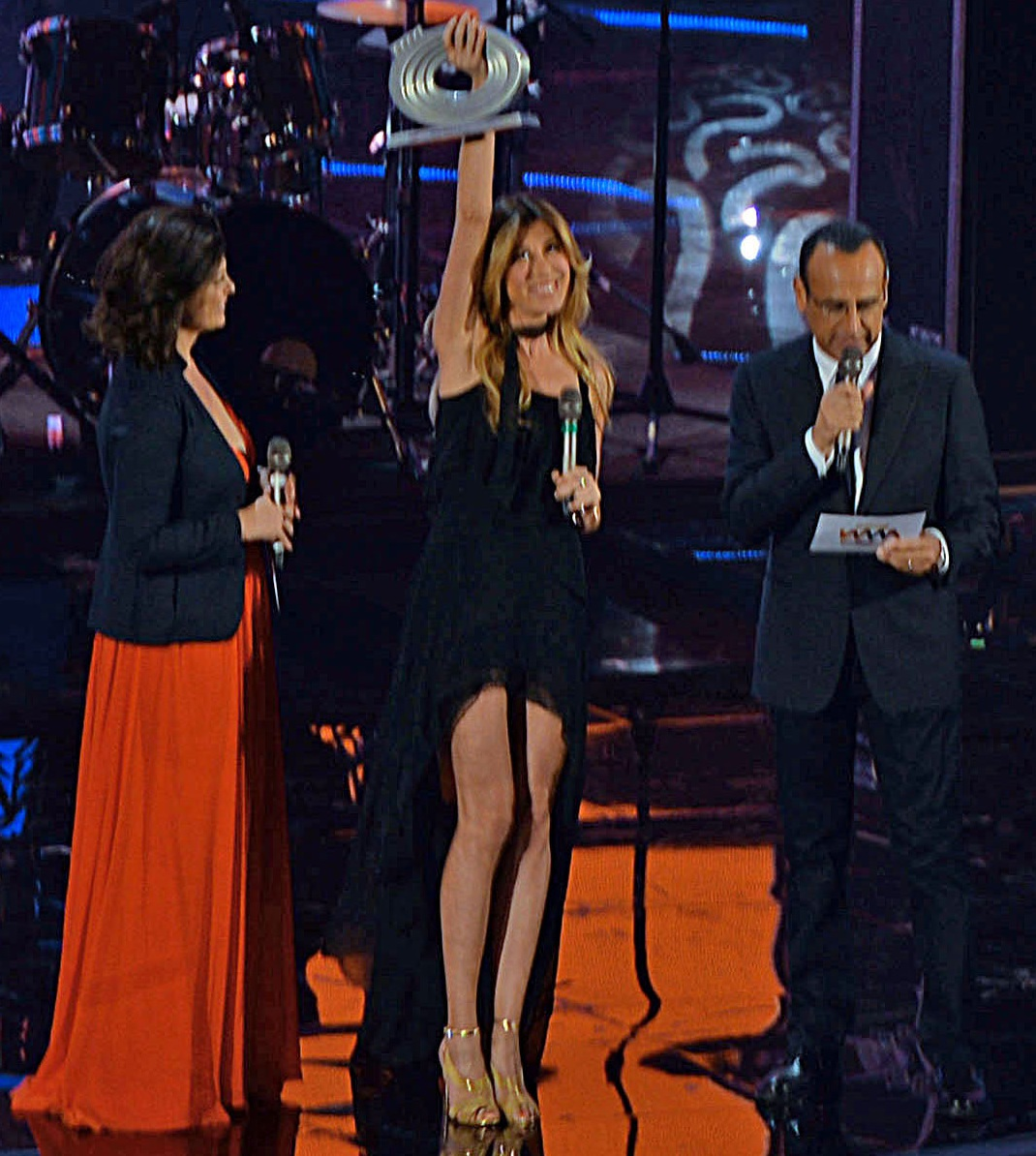
Virginia Raffaele con Carlo Conti en 2016

### Actriz
- Ladri di barzellette, de Bruno Colella y Leonardo Giuliano (2004)
- Romanzo criminale, de Michele Placido (2005)
- Lillo e Greg - The movie!, de Luca Rea (2007)
- Maschi contro femmine, de Fausto Brizzi (2010)
- Faccio un salto all'Avana, de Dario Baldi (2011)
- Com'è bello far l'amore (2012)

### Actriz de voz
- Big Hero 6 (voz italiana)

## Comediante
Virginia Raffaele ha imitado a muchas actrices, políticos y personajes de televisión, como:
- Carla Fracci
- Donatella Versace
- Sabrina Ferilli
- Marina Abramović[1]